# 岡山県立瀬戸南高等学校
岡山県立瀬戸南高等学校（おかやまけんりつ せとみなみこうとうがっこう）は岡山県岡山市東区瀬戸町にある高等学校。

## 概要
設置学科
- 生物生産科（定員40名）
  - 飼育コース
  - 栽培コース
- 園芸科学科（定員80名）
  - 野菜類型
  - 果樹類型
  - 草花類型
- 生活デザイン科（定員40名）

校章にはぶどうの葉が描かれている。校歌、1984年制定。校訓、1989年制定。

## 沿革
- 1926年 組合立補習教育瀬戸実業学校設立。
- 1935年 岡山県瀬戸農芸学校となる。
- 1944年 岡山県立瀬戸農芸学校と改称。
- 1945年 女子農業教育を開始。
- 1948年 岡山県立瀬戸農芸高等学校と改称。
- 1949年 岡山県立瀬戸高等学校と合併
- 1953年 岡山県立瀬戸農業高等学校として分離独立。
- 1957年 園芸科を設置。
- 1962年 畜産科を設置、園芸科に果樹コースと野菜コースを設置。
- 1969年 瀬戸町沖に移転。
- 1984年 岡山県立瀬戸南高等学校に改称。家政科を設置。
- 1992年 農業科、畜産科を生物生産科に再編。園芸科を園芸科学科に改称。
- 2003年 家政科の募集停止。生活デザイン科設置。

戦時中は、児島干拓地の作業に生徒が勤労奉仕を行っている。
実習用の水田を利用して行う泥んこバレーボールが行われており、平成19年度で第10回目を迎えた。

## アクセス
- JR瀬戸駅から宇野バス・｢瀬戸南高｣下車